# Portus Baxter
Portus Baxter, född 4 december 1806 i Brownington, Vermont, död 4 mars 1868 i Washington, D.C., var en amerikansk politiker (republikan). Han var ledamot av USA:s representanthus 1861–1867.
Baxter efterträdde 1861 Homer Elihu Royce som kongressledamot och efterträddes 1867 av Worthington Curtis Smith.
Baxter är begravd på Strafford Cemetery i Strafford i Vermont.